# セルウィウス・スルピキウス・ガルバ (紀元前144年の執政官)
セルウィウス・スルピキウス・ガルバ（ラテン語: Servius Sulpicius Galba、紀元前194年頃 - 没年不詳）は紀元前2世紀中頃の共和政ローマの政務官。紀元前144年にコンスル（執政官）を務めた。

## 出自
ガルバはパトリキ（貴族）であるスルピキウス氏族の出身であるが、その祖先はおそらくはカメリヌム（現在のカメリーノ）から来ている。スルピキウス氏族で最初に執政官になったのは紀元前500年のセルウィウス・スルピキウス・カメリヌス・コルヌトゥスであり、その後継続して高位官職者を輩出してきた。
ガルバのコグノーメン（第三名、家族名）を持つことが確認できる最初の人物は紀元前211年の執政官プブリウス・スルピキウス・ガルバ・マクシムスである。また彼の兄弟もガルバを名乗っていることから、その父セルウィルスがガルバのアグノーメン（愛称）を得、その子孫がコグノーメンとしたと考えられる。但し、その由来は不明である。スエトニウスは4つの説をあげている。

1) ヒスパニアの街を長期間包囲した後、ガルバナムをまぶした松明で町に火をつけたからという説、2)長い間病気にかかっていた時にガルバウム、つまり木に包んだ薬を常用していたからだという説、3)太っていたため、ガリア語で太っている人を意味するガルバと呼ばれるようになっという説、4)あるいは逆に樫の木で繁殖するガルバエと呼ばれる昆虫のように細身だったからだという説もある。
スエトニウス『皇帝伝：ガルバ』、III. 1

歴史学者は、これらの説はどれも疑わしいと考えている。ガルバ家は第二次ポエニ戦争の間にすでに、政治的な重さと富の両面で、氏族の中で最も著名な一家となっていた（アッピアノスは、ガルバを「ローマ人の中で最も裕福な人物」と呼んでいる）。
ガルバの父は紀元前187年にプラエトル（法務官を務めた）セルウィウス・スルピキウス・ガルバである。父セルウィウスは執政官選挙に4度立候補したが、何れも落選している。祖父は紀元前211年の執政官プブリウス・スルピキウス・ガルバ・マクシムスで、第一次マケドニア戦争と第二次マケドニア戦争で軍の指揮を執った。また、紀元前166年の執政官ガイウス・スルピキウス・ガッルス と親戚関係にあったことが知られている。

## 経歴

### 早期の経歴
キケロは、ガルバがガイウス・ラエリウス・サピエンス（紀元前188年生）やプブリウス･コルネリウス・スキピオ・アエミリアヌス（紀元前185年生）よりも年上であったと書いている。このことから歴史学者は、ガルバが生まれたのは紀元前194年頃と考えている。ガルバは紀元前151年にプラエトル（法務官）に就任しているが、当時のウィッリウス法で法務官就任最低年齢は40歳と定められていることから、遅くとも紀元前191年には生まれていたことになる。
ガルバに関する最初の記録は、第三次マケドニア戦争に関連するものである。紀元前168年、ガルバは執政官ルキウス・アエミリウス・パウッルスが率いる2個ローマ軍団の内第2軍団のトリブヌス・ミリトゥム（高級士官）であり、ピュドナで戦った。このときガルバのパウッルスの間には確執があり、これはガルバが父から引き継いだ可能性があった。
翌紀元前167年にパウッルスが軍と共にローマに戻ると、兵士たちの不満を背景として、パウッルスが凱旋式を行うことに民会で反対した。ガルバの主張は、パウッルスが主たる元老院議員の支持を受けていなければ通ったであろう。古代の著者は、パウッルスを支持した元老院議員としてマルクス・セルウィリウス・プレクス・ゲミヌスの名前だけをあげているが、パウッルスは大カトの義理の息子でもあり、カトもパウッルスを支持したようである。アウルス・ゲッリウスはカトがパウッルス擁護の演説を行ったとしている。結果としてガルバの反対論は却下され、パウッルスは11月27日 - 29日に凱旋式を実施した。
その後（日付不明）、ガルバは終身職であるアウグル（鳥占官）に就任した。紀元前151年には法務官に就任し、ヒスパニア・ウルテリオル属州総督として赴任した。この頃までにガルバは優れた弁論家としての評判を得ていたが、その影響力は大きくなかった。一方で、その弁舌は多くの憎しみと妬みを生み、その敵の一人に大カトがいた。

### ヒスパニア
ガルバの前任者であるマルクス・アティリウス・セッラヌスはルシタニア人と平和条約を結んでいた。しかし、その後直ぐに（おそらくは紀元前151年の春）、ルシタニア人は敵対行為を再開した。任地に到着したガルバは、直ぐに敵に向かって進軍した。ガルバは1日で90キロメートル行軍、ルシタニア軍に遭遇するとこれを攻撃したが、既にローマ兵は疲労しており、ルシタニア軍は直ぐに主導権を握った。ローマ軍は大損害を受け、アッピアノスは兵7,000を失ったと述べており、これは軍の半数に相当した。オロシウスは軍全体を失ったとしている。リウィウスの『ローマ建国史』の本文は失われているが、概略では単に「ガルバはルシタニアに敗北した」と述べているのみである。アッピアノスは、この敗北の原因をガルバの軍務経験の不足としている。現代の研究者達は、兵に対する要求が過酷すぎたと考えている。当時のローマ軍の一日の行軍距離は30キロメートルとされていたが、ガルバはその3倍を要求していた。
ガルバは戦場を離脱し、カルモナへと逃げた。残存兵もすぐにカルモナへ集まってきた。次の作戦まで、ガルバは兵を徴募することに集中した。その年の終わりまでに、ガルバは兵力20,000の軍隊を編成することができた。その軍とともに、ガルバはコニストルギスで冬営した。春を待ってガルバは再びルシタニアに侵攻し、タホ川南部で略奪を行った。同時にプロコンスル（前執政官）でヒスパニア・キテリオル総督であるルキウス・リキニウス・ルクッルスが、タホ川の北側に侵攻した。長引く戦争にルシタニア人も疲弊しており、紀元前152年のセラッヌスとの条約と同じ条件で講和を行いたいとガルバに提案してきた。ガルバはこれに同意し、将来の戦争の可能性を減らすため、ルシタニア人に再定住のための肥沃な土地を提供することとした。講和は成立し、再定住の準備ができたルシタニア人は、ガルバの指示に従い、3つのグループに分かれて定住地に向かうこととなり、それぞれに野営地が与えられた。しかし、この講和は偽装であった。ローマ軍はこの3箇所の野営地を包囲し、大虐殺を開始した。全てのルシタニア人が殺された。スエトニウスは死者3万人、ウァレリウス・マクシムスは8,000としている。歴史学者G.サイモンは、総数3万のうち8,000が殺され、残りは奴隷として売られたと考えている。少数の逃亡者の中には、ルシタニア人の指導者としてその後数年にわたってローマと戦うことになる、ヴィリアトゥスが含まれていた。

### ガルバ裁判
同年（紀元前150年）、ガルバはローマに戻った。翌紀元前149年には、ヒスパニアでの行動に関して訴訟が行われた。その主な理由の一つは、戦利品の多くをガルバが独り占めし、兵士たちには殆ど与えなかったことが理由と考えられる。ガルバに対する調査を実施するという提案は、前任者のセッラヌスが行った可能性があり、であれば紀元前167年のガルバとパウッルスの対立と類似している。護民官のルキウス・スクリボニウス・リボは、奴隷として売られたルシタニア人を解放し、ガルバの活動を調査する法案を提出した。このような法案が成立すれば、ガルバに対する裁判が開始されかつ有罪となる可能性は高い。このため、ガルバはこの法案に強く反対した。その後の資料では、その後にヒスパニア・ウルテリオル前総督の裁判の様子を詳細に記録している。
リボの演説）は、少なくとも紀元前46年まで存続していた。リウィウスはリボのガルバに対する演説のテクストを少なくとも二つ持っていた。リボは人気のある護民官であり、ルキウス・コルネリウス・ケテグスが支持していた。ガルバはケテグスに対しても反論演説を行っている。ガルバは、休戦中に彼は野営地の近くでルシア人を虐殺したことを認めているが、その理由として「ルシタニア人は人と馬を生贄にする儀式を行っていたが、これは彼らが戦争の開始前に行う儀式で、講和を破ってローマ軍を攻撃する意思があった」と述べた。民衆は当初ガルバの言葉を信じたようだった。このため、既に85歳になっていた大カトが民衆の前で反論を行った。
カトは「私は高齢で声も出ず体力もない。ここに来るだけでも大変であった。しかし、本当に、私はこのような重要な問題が議論されるとき、ここで発言するべきだと思った...」と演説を始めた。カトの演説の詳細は不明だが。何れにせよカトはガルバの残虐行為の正当性に異議を唱え、彼が言う国家のためという訴えを認めなかった。カトはガルバは単に欲に駆られたと主張した。
ガルバはまずカトに反論し、続いてガルバの政治的同盟者であるクィントゥス・フルウィウス・ノビリオルの弁護を求めた。ノビリオルはガルバの敵対者が旧来の敵意に基づいて行動していることを証明しようとしたが、成功しなかった。明らかにカトの演説が民衆のムードを劇的に変化させていた。ガルバは「有罪とされる可能性を感じ」、戦術を変えた。同情に頼ることにしたのである。法案の採決日、ガルバは有罪を認め、二人の未成年の息子と後見人を務めている孤児（ガイウス・スルピキウス・ガッルスの息子）を民衆の前に連れてきて、「哀れな演説」をした。 彼は民衆にこれらの子供たちの世話をするように懇願し、その場で遺言をするふりをした。聴衆は涙を流し、投票した人々の大多数は法案に反対した。アッピアノスは別の説を紹介している。「ガルバは自身の富のために有罪から救われた」、即ち賄賂を使ったとしている。

### 執政官就任およびその後
この裁判はガルバの政治生命を絶った訳ではなかったが、深刻な影響を与えた。ウィッリウス法によれば執政官就任最低年齢は43歳であり、ガルバはおそらく紀元前148年には資格を有するはずであったが、立候補できなかった。紀元前147年には、特例ではあるが10歳ほど年下のスキピオ・アエミリアヌスが執政官に就任しており、歴史学者ミュンツァーはガルバは自身の政治的地位の低下を実感したであろうとしている。しかしそれでも紀元前144年には執政官に就任した。同僚のプレブス（平民）執政官はルキウス・アウレリウス・コッタであったが、祖父プブリウスが紀元前200年に執政官を務めたとき、コッタの祖父ガイウスもまた執政官を務めていた。
ガルバもコッタも、ヒスパニア・ウルテリオルでのウィリアトゥスの反乱が深刻化していたため、そこに派遣されることを望んだ。しかし、当時最も影響力のあったスキピオ・アエミリアヌスは、これに反対した。彼は元老院で「どちらが送られることも喜べない。一方は何も持たず、一方は何にも満足しない」と述べた。結果、スキピオ・アエミリアヌスの実の兄弟で前年の執政官クィントゥス・ファビウス・マクシムス・アエミリアヌスが、プロコンスル（前執政官）として引き続き戦争を指揮することとなった。
執政官任期終了後直ぐに（紀元前142年頃）、義理の兄弟であるプブリウス・リキニウス・クラッスス・ディウェス・ムキアヌスがアエディリス・クルリス（上級按察官）に就任することを支援した。クラッススはローマで最も富裕な人物の一人であり、ガルバの息子ガイウスはクラッススの娘と結婚していた。ガルバはクレタ島に派遣され、2つの都市間の戦争を調停しているが、これはおそらく紀元前137年、すなわちガルバの盟友のマルクス・アエミリウス・レピドゥス・ポルキナが執政官を務めていたときと推定される。
ガルバの没年は不明であが、少なくとも60歳に達していたとされる。

## 家族
ガルバの妻の名前は不明である。息子は二人いた。一人は紀元前108年の執政官セルウィウス・スルピキウス・ガルバ、もう一人のガイウスは、土地分配のメンバーで、ユグルタの陰謀の犠牲者とされているが、上述の通りクラッスス・ディウェス・ムキアヌスの娘と結婚している。この二人共、ガルバ裁判が行われた紀元前149年にはまだ子供、おそらく10歳前後であったと思われる。また親戚で戦友であったガイウス・スルピキウス・ガッルスの孤児の後見人となっていた。また、ローマ帝国第6代皇帝ガルバは子孫である。

## 弁論家としてのガルバ
ガルバはエンニウスと交友関係があり、家庭教師でもあったのかもしれない。ガルバは雄弁家としての大きな名声を得ていた。キケロによると、ガルバは「少し年下の」スキピオ・アエミリアヌスやガイウス・ラエリウス・サピエンスと比べても、その弁舌の良さで際立っていたという。サピエンスは、その精力的で説得力のある弁論のため、ガルバを好意的に見ていた。キケロは殺人罪で告訴された借家人の裁判（紀元前138年）に関する話で、このことを確認している。サピエンスは二度に渡り、素晴らしく、エレガントで、かつ入念に準備された演説を行ったが、どちらの場合も執政官は捜査の続行を命じた。このため、サピエンスは依頼人に対し。「ガルバならばもっと熱い弁論ができる」とガルバに相談するようアドバイスした。ガルバはこの依頼を「慎重に、しかし躊躇なく」次の裁判の前日に引き受けた。ガルバは何人かの協力者と共に、執政官が退出の時間と告げるまで演説を続けた。ガルバは「それぞれの区切りのところが拍手で終わるような、印象的な演説」を実施し、結果被告は無罪となった。
ガルバの演説のテクストは、少なくともリウィウスの時代（紀元前1世紀後半-1世紀前半）まで残っていた。キケロの『ブルトゥス』の主人公は、ガルバの演説は「弁論者としての力強さを感じない」と指摘している。キケロはこれらのテクストが無味乾燥なことには同意しているが、「同時代の弁論家より古典的な力強さを感じ」、ガルバには才能があったが、同時に十分な教育を受けていないため、彼の考えを文字にするのは好きではなかったと説明している。
ガルバはとある演説技術 - 遅延戦術 - を用いたローマでは最初の人物であった。紀元前167年のパウッルスに対する裁判の際には、ガルバは4時間も演説を続け、会議を夜中まで遅らせた。このようなことは、ローマでは最初のことだった。

## 参考資料

### 古代の資料
- アウレリウス・ウィクトル『ローマ共和政偉人伝』
- アッピアノス『ローマ史』
- ウァレリウス・マクシムス『有名言行録』
- アウルス・ゲッリウス『アッティカ夜話』
- タキトゥス『年代記』
- ティトゥス・リウィウス『ローマ建国史』
- オロシウス『異教徒に反論する歴史』
- プルタルコス『対比列伝』
- ポリュビオス『歴史』
- ガイウス・スエトニウス・トランクィッルス『皇帝伝』
- マルクス・トゥッリウス・キケロ『ブルトゥス』『弁論家について』

### 研究書
- Albrecht M. History of Roman Literature. - M .: Greek-Latin cabinet, 2002. - T. 1. - 704 p. - ISBN 5-87245-092-3 .
- Simon G. The Wars of Rome in Spain. - M .: Humanitarian Academy, 2008. - 288 p. - ISBN 978-5-93762-023-1 .
- Trukhina N. Politics and Politics of the Golden Age of the Roman Republic. - M .: Publishing House of Moscow State University, 1986. - 184 p.
- Broughton R. Magistrates of the Roman Republic. - New York, 1951. - Vol. I. - P. 600.
- Münzer F. Sulpicius // Paulys Realencyclopädie der classischen Altertumswissenschaft . - 1931. - Bd. II, 7. - Kol. 731-733.
- Münzer F. Sulpicius 47ff // Paulys Realencyclopädie der classischen Altertumswissenschaft . - 1931. - Bd. II, 7. - Kol. 751-754.
- Münzer F. Sulpicius 57 // Paulys Realencyclopädie der classischen Altertumswissenschaft . - 1931. - Bd. II, 7. - Kol. 759.
- Münzer F. Sulpicius 58 // Paulys Realencyclopädie der classischen Altertumswissenschaft . - 1931. - Bd. II, 7. - Kol. 759-767.
- Münzer F. Sulpicius 69 // Paulys Realencyclopädie der classischen Altertumswissenschaft . - 1931. - Bd. II, 7. - Kol. 812.
- Sumner G. Orators in Cicero's Brutus: prosopography and chronology. - Toronto: University of Toronto Press, 1973.- 197 p. - ISBN 9780802052810.
- Farney, Gary D. (1997). “THE FALL OF THE PRIEST C. SULPICIUS GALBA AND THE FIRST CONSULSHIP OF MARIUS”. Memoirs of the American Academy in Rome (University of Michigan Press) 42:  23-37. JSTOR 4238746.